# 金牌大風
金牌大風（英文：Gold Typhoon），是大中華地區主要的演藝娛樂公司之一。2014年6月中旬，金牌大風由華納音樂集團併購，成為旗下子公司。

## 目前狀況
2010年金牌大風娛樂有限公司順利交接後，2011年正式宣佈成為太平洋資本投資亞洲有限公司(簡稱PGMA)全資附屬子公司，成為PGMA旗下重要一員。金牌大風積極強化及擴闊大中華區的藝人管理業務，繼續在音樂業務之上，成為全方位藝人管理公司。於PGMA旗下還包括不同的業務，當中有全球最大模特兒管理公司Elite World，與金牌大風有更多的協同效益。
金牌大風集團於2012年9月籌畫進行了組織優化建設項目，包括：集團現場音樂事業部（Live Music）與集團音樂製作和推廣事業部（REPERTOIRE & DISTRIBUTION），公司的架構更加集中化，而不是單單的在某一個城市或者地區單獨運作。
金牌大風集團同時於2012年10月啟用全新的集團標識。

### 前身金牌娛樂
金牌娛樂，全稱「金牌娛樂事業有限公司」，是香港一間主要的唱片公司，為世界四大唱片公司之一的EMI在香港的子公司。由黃柏高於2003年創辦，而鄭東漢則同時參與金牌娛樂的創辦。EMI於2006年9月公布的年度中期報告中，提到金牌娛樂於香港的市場佔有率約30%，是香港最大的唱片公司之一。

### 步升大風
步升大風，全稱「上海步升大風音樂文化傳播有限公司」，是中國大陸一間主要的唱片公司，為世界四大唱片公司之一的EMI在中國大陸地區的子公司，於2005年由原「步升音樂」與原「藝風音樂」合併而成（兩間公司均為鄭東漢創辦）。

### 科藝百代
科藝百代，全稱「科藝百代股份有限公司」，是台灣一間主要的唱片公司，為世界四大唱片公司之一的EMI在台灣的子公司。科藝百代旗下有國會音樂、維京音樂及伊世代娛樂三個品牌。

## 歷史及動態

### 金牌經理人／正東唱片時期
金牌大風的前身，最早出現於1998年，由當時仍然任職正東唱片的黃柏高創辦的「金牌經理人有限公司」。該公司主要為正東唱片、新藝寶唱片及母公司寶麗金唱片旗下藝人提供經理人服務。當時，由黃柏高為正東簽下的藝人，包括吳奇隆、許志安、鄭中基、方力申、李彩華、鄧健泓、蘇永康、楊千嬅等均同時簽約金牌經理人。

### 金牌娛樂時期
- 2002年10月，黃柏高決定不再和環球唱片 (香港)（正東之母公司）續約，自立門戶，創立「金牌娛樂事業有限公司」，並和EMI緊密合作。
- 2003年4月，買下EMI旗下女子組合Cookies的經理人合約，並進行成員重整，只留下楊愛瑾、吳雨霏、傅穎和鄧麗欣四位成員。
- 2006年底，楊千嬅決定不再和金牌經理人續約。
- 2007年12月20日，金牌娛樂發聲明表示公司及其直屬藝人將不會出席2007年的新城電台勁爆頒獎禮。之前沒有任何唱片公司有如此舉動，事件引起外界不少揣測和爭議。不過，蔡依林和羅志祥由於並無把經理人合約交予金牌，不是直屬藝人，其後也有出席。
- 2008年4月，有指EMI有意退出亞洲區業務。
- 2008年6月，市場傳出黃柏高和鄭東漢有意將手上的金牌娛樂股份悉數售清的消息，其中有指大國文化及東亞娛樂有意收購，又傳出將和部分藝人解約。黃柏高於其個人專欄反駁，反指金牌另一股東鄭東漢正代表金牌收購其合作伙伴EMI於大中華地區的業務。另外，金牌先後為蘇永康、古巨基及胡彥斌發行國語唱片。不過於台灣，金牌把古的專輯交給科藝百代代理，卻把蘇的專輯交予擎天娛樂作宣傳及發行。有報導指是因蘇在科藝百代的經理人李亞明於陳澤杉離開時也一併離開。
- 2008年8月，金牌娛樂宣佈以9位數字收購科藝百代及步升大風（EMI在台灣及中國大陸的業務），改組成金牌大風。

### 金牌大風時期
- 2008年8月，時任金牌娛樂董事總經理黃柏高及EMI大中華地區主席鄭東漢宣佈，與EMI總公司達成協議，以過億元成功收購EMI大中華區業務，並正式改名為金牌大風。合併之後，金牌大風將會集中發展音樂、電影、藝人經理人、演唱會製作、「華研國際音樂」中國唱片代理發行及EMI國際音樂唱片發行事業。
- 2008年9月，金牌大風為旗下藝人歌手繼續舉辦演唱會，香港區方面，側田會於十月初舉行個人第二次售票演唱會，由於反應熱烈，加開10月7日一場。而鄭中基在台北開其個人第一次台灣的售票演唱會，預售時已售出超過50%門票。蘇永康、方力申等也會於該年內或下年初舉辦他們的香港售票演唱會。
- 2008年12月，金牌大風為兩位台灣藝人於香港主辦演唱會，分別是經理人及唱片公司均屬華納唱片的F.I.R.飛兒樂團及本身是金牌大風的張惠妹。
- 2009年1月19日，I Love U Boyz由Silly Thing轉投金牌大風。
- 2009年1月21日，與金牌合作了8年的方力申舉行記者會，與金牌大風續約3年。
- 2009年5月8日，現職董事總經理黃柏高先生擢升為「金牌大風香港區主席」全力拓展本公司之電影發展業務。現職新媒體董事陳輝虹先生出任「金牌大風香港區行政總裁」，主理音樂製作及經理人事務。不過，卻引發於2月約滿的古巨基以此事為名，宣佈不再續約金牌大風。
- 2009年5月31日，香港天王古巨基於北京進行簽約儀式，正式加盟英皇娛樂，與有六年賓主關係的金牌大風正式畫上句號。
- 2009年8月25日，楊愛瑾與金牌大風合約結束，正式簽約加盟種星堂，她並沒有出席金牌大風的一周年宴，成為第一位離開金牌大風的Cookies成員。
- 2009年10月1日，傅穎公開宣佈向金牌大風發出律師信解除合約，金牌大風亦願意無條件釋放傅穎。
- 2009年10月10日，傅穎公開宣佈正式簽約加盟星皓娛樂，離開金牌大風，成為繼楊愛瑾后第二位離開金牌大風的Cookies成員，留在金牌的的成員剩下鄧麗欣及吳雨霏。
- 2009年10月12日，金牌及Talent Bang Limited發出聯合聲明指傅穎違約。
- 2009年11月26日，李德馳公開宣佈正式簽約加盟環球唱片 (香港) ，離開金牌大風。
- 2010年2月，與太平洋資本投資亞洲有限公司主席龐維仁達成合作，注資十億金牌大風，共加入成為金牌大風之策略性股東。
- 2010年2月，唐素琪與金牌大風合約結束。
- 2010年4月，盧靖珊（Celina Jade）與金牌大風合約結束。
- 2010年6月，有報導傳出唱作男歌手張繼聰由維高文化轉投金牌大風，但並未作實。
- 2010年9月，森美與金牌大風合約結束。
- 2010年9月，蘇永康由金牌大風轉投華星唱片 及大岳娛樂。
- 2010年10月，唱作男歌手張繼聰正式由維高文化轉投金牌大風，並推出全新歌曲。
- 2010年11月，與金牌合作了8年的梁漢文舉行記者會，與金牌大風成功續約，成為金牌大風一哥。
- 2010年11月，吳雨霏與金牌大風合約於2011年6月屆滿，金牌落足嘴頭及開出演唱會條件挽留，以表誠意於2011年1月30日踏上紅館舞台。
- 2010年12月，側田宣布將暫別香港，轉往北京發展，與金牌大風的中國區暨台灣區總裁黃偉菁舉行簽約儀式。側田更忍不住感觸落淚。表示會定居北京，希望完成演唱會後，於2011年3月離開香港。
- 2010年12月31日，主席鄭東漢宣佈退休，並將公司售予龐維仁的太平洋資本投資亞洲有限公司。
- 2011年5月，有報導傳出香港女歌手吳雨霏轉投環球唱片，結束9年合作關係，如落實，原Cookies成員將只剩下鄧麗欣一位。
- 2011年6月，吳雨霏、鄧麗欣與金牌大風合約結束，Cookies四名成員均已離開金牌大風。
- 2011年7月，繼吳雨霏落實加盟環球唱片後，又有報導傳出金牌大風CEO陳輝虹已遞辭職信請辭，而金牌大風部份當紅歌手及組合，如方力申、側田、RubberBand等被挖角。
- 2011年7月，金牌大風發出人事公告，確認金牌大風集團香港區行政總裁暨新媒體董事陳輝虹，因個人業務發展原因已向集團請辭，並獲批准，並同時宣佈，即時委任金牌大風集團中國區首席營運長 (Chief Operating Officer) 李文偉兼任為香港區行政總裁 ( Chief Executive Officer)，全面負責金牌大風集團香港區的業務。
- 2011年8月，組合RubberBand宣佈繼續留守金牌大風，否認轉會。
- 2011年8月，林海峰與金牌大風合約結束。
- 2011年8月，朱紫嬈與金牌大風合約結束。
- 2011年8月，音樂總監雷頌德與金牌大風合約結束，已加盟東亞唱片 (集團)。
- 2011年8月，華研國際音樂將內地代理發行權交給廣東星石文化傳播有限公司，與金牌大風的合作結束。
- 2011年11月，方力申與金牌大風合約結束。
- 2012年1月，側田以千萬薪酬加盟東亞娛樂，與金牌大風合約結束。
- 2012年3月，小肥與金牌大風合約結束，已加盟太陽娛樂文化。
- 2012年5月，goldEN加盟金牌大風。
- 2012年，李悅君與金牌大風合約結束，已加盟太陽娛樂文化。
- 2013年1月，RubberBand與金牌大風合約結束。
- 2013年1月，梁漢文與金牌大風合約結束，已加盟華星唱片及大岳娛樂。
- 2013年1月，王若琪與金牌大風合約結束。
- 2013年3月，鄭中基與金牌大風合約結束，已加盟奇幻創想。
- 2013年8月7日，方大同由華納唱片轉投金牌大風。
- 2014年2月4日，黃凱芹與金牌大風合約結束，已加盟Neway Star。
- 2014年4月1日，張繼聰與金牌大風合約結束。
- 2014年4月29日，金牌大風已經落實被華納唱片收購，成為旗下的子公司，並於2014年的夏天完成交易；由於金牌大風 (香港)當時仍然是國際唱片業協會﹙香港分會﹚的成員，所以會在交易完成後正式退出國際唱片業協會﹙香港分會﹚，跟隨華納唱片 (香港)加盟香港音像聯盟。
- 2014年6月中旬，金牌大風正式被華納音樂集團併購，其香港分公司亦正式加盟香港音像聯盟。

## 前旗下古典音樂藝人
- 牛牛
- 陳軍
- 楊雪霏

## 前旗下國際藝人
- Maksim
- Beauty 6
- Laura Fygi
- Michael learns to Rock
- Maximiliam Hecker
- Groove Coverage
- Blake
- Divas
- Priscilla Ahn
- AKB48
- 前田敦子 Maeda Atsuko
- 板野友美 Itano Tomomi
- NO NAME
- 水樹奈奈 Nana Mizuki
- GLAY
- 葉加瀨太郎 Hakase Taro
- 西村由紀江 Nishimura Yukie
- 植村花菜 Uemura Kana
- 橘兒 Clementine
- 宮野真守 Mamoru Miyano
- IU

## 合併前已約滿／解約藝人

### 金牌經理人
- 吳奇隆已加盟福隆經紀
- 許志安已加盟東亞唱片（集團）及東亞娛樂
- 馮德倫已加盟創意經理人公司
- 吳國敬已加盟香港星跨媒體
- 傅珮嘉已加盟博美娛樂
- 戴辛尉已加盟126唱片

### 金牌娛樂
- SE7EN
- 黃品源
- 任賢齊已加盟東亞唱片
- 楊千嬅已加盟A Music
- 張智堯
- 林嘉欣
- 李彩華
- 鄧健泓
- 林峯已加盟英皇娛樂
- 劉雨潼

## 已約滿／解約藝人

### 香港
- 鄭中基已加盟奇幻創想及自立機動娛樂
- 古巨基已加盟英皇娛樂
- 楊愛瑾已加盟種星堂
- 傅穎已加盟星皓娛樂
- 林憶蓮已加盟環球唱片
- 唐素琪
- 蘇永康已加盟華星唱片及大岳娛樂
- 森美
- 吳雨霏已加盟新藝寶唱片
- 朱紫嬈已加盟Art Star
- 鄧麗欣已加盟太陽娛樂文化及星娛樂
- 林海峰已加盟東亞唱片 (集團)
- 陳思彤已加盟太陽娛樂文化
- 胡清藍
- 方力申已加盟華誼兄弟及星娛樂
- 側田已加盟東亞唱片 (集團)
- 小肥已加盟太陽娛樂文化
- 李悅君已加盟太陽娛樂文化
- 梁漢文已加盟華星唱片及大岳娛樂
- 王若琪已加盟維高文化
- RubberBand已加盟寰亞唱片
- 黃凱芹（合作公司為Everlasting Limited）已加盟Neway Star
- 張繼聰（合作公司為拾點音樂）
- 梁佑嘉（合作公司為拾點音樂）
- goldEN（合作公司為Ban Ban Music）已加盟邁亞音樂
- 鄒文正
- AOA已加盟華納唱片
- 倪　力（合作公司為棋人娛樂）
- 鄺祖德（合作公司為愛上您製作）
- 方大同（已自立門戶為賦音樂）

### 中國大陸
- 胡彥斌（已加盟樂華娛樂，隨後自立門戶為太歌文化工作室）
- 褚喬
- 兄弟聯
- 蒲巴甲
- 韓雪
- 付辛博（已加盟亞神音樂）
- 花兒樂隊
- 胡歌
- 秦嵐
- 吳京
- 黃喜
- 袁婭維（已加盟華納唱片）
- 青鳥飛魚

## 已約滿／解約創作人

### 香港
- 雷頌德已加盟東亞唱片 (集團)
- 鄧建明已加盟太陽娛樂文化
- 李漢文已加盟太陽娛樂文化
- 林潤明已加盟太陽娛樂文化
- 方杰已加盟太陽娛樂文化
- Robert Lay已加盟太陽娛樂文化
- Gary Chan已加盟太陽娛樂文化
- Walter Wong已加盟太陽娛樂文化

## 金牌大風電影有限公司
金牌首齣電影為《行運超人》，初期以金牌娛樂名義發行，2007年1月金牌電影正式成立，2008年9月起電影改以「金牌大風電影有限公司」名義發行。
- 行運超人（2003，由楊千嬅、梁朝偉、鄭中基、杜汶澤、杜麗莎等主演）
- 龍咁威2003（2003，由鄭中基、鄧麗欣、李燦森、張達明、曾志偉等主演）
- 花好月圓（2004，由楊千嬅、任賢齊、林雪、葛民輝等主演）
- 我要做Model（2004，由鄭中基、林嘉欣、森美、李燦森、陳子聰、鍾鎮濤、李彩華等主演）
- 甜絲絲（2004，由森美、鄧麗欣、樂基兒、官恩娜、吳雨霏、董敏莉、田蕊妮、黃伊汶等主演）
- 龍咁威II之皇母娘娘呢？（2005，由鄭中基、楊愛瑾、李燦森、張達明等主演）
- 殺破狼（2005，由甄子丹、洪金寶、任達華、吳京、洪天明等主演）
- 獨家試愛（2006，由方力申、鄧麗欣、吳佩慈、唐寧、傅穎等主演）
- 至尊無賴（2006，由鄭中基、傅穎、楊愛瑾、吳佩慈、官恩娜等主演）
- 戀愛初歌（2006，由側田、吳雨霏、方力申、恬妞、劉以達、林雪等主演）
- 黑拳（2006，由吳京、楊愛瑾、鄭中基、傅穎、張兆輝等主演）
- 三分鐘先生（2006，由鄭中基、傅穎、應采兒、毛舜筠等主演）
- 心想事成（2007，由鄭中基、梁家輝、張達明、谷德昭、方力申、蘇玉華、Amanda S.、閻青、楊愛瑾等主演）
- 十分愛（2007，由方力申、鄧麗欣、楊愛瑾、鍾嘉欣、森美、胡清藍等主演）
- 我的最愛（2008，由方力申、鄧麗欣、楊愛瑾、曾愷玹、胡清藍、唐寧等主演）
- 親愛的（2008，由楊愛瑾、曾愷玹、安志傑、關楚耀、小肥、HotCha等主演）
- 絕代雙嬌（2008，由吳雨霏、鄧麗欣、HotCha、小肥、唐素琪等主演）
- 狼牙（2008，由吳京、Celina Jade、方力申、王祖藍等主演）
- 保持愛你（2009，由鄧麗欣、楊愛瑾、謝安琪、側田、梁祖堯、唐素琪、胡清藍、森美、I Love You Boyz等主演）

## 外部連結
- 金牌大風(香港)的Facebook專頁
- 金牌大風的新浪微博
- YouTube上的金牌大風頻道